# Zastava Andore
Zastava Andore prihvaćena je 1866. godine. Zastava se sastoji od triju okomitih pruga plave, žute, i crvene boje, pri čemu je žuta pruga šira od ostale dvije pruge. Grb Andore smješten je u sredini, na žutoj prugi.

- Prikaz točnih omjera

## Vanjske poveznice
- Službena knjiga grafičkih propisa državnih simbola Andorre   Arhivirana inačica izvorne stranice od 19. srpnja 2004. (Wayback Machine)
- Flags of the World